# Rivière Bagot
Pour les articles homonymes, voir Bagot.
La rivière Bagot est un affluent de la rivière Bécancour laquelle est un affluent de la rive sud du fleuve Saint-Laurent.
Ce ruisseau coule dans les municipalités de Saint-Adrien-d'Irlande et Irlande, dans la municipalité régionale de comté (MRC) de Appalaches, dans la région administrative de Chaudière-Appalaches, au Québec, au Canada.

## Géographie
Les principaux bassins versants voisins de la rivière Bagot sont :
- côté nord : ruisseau des Écrevisses, ruisseau Morency, ruisseau Bullard, rivière Dubois ;
- côté est : ruisseau Bullard, ruisseau Old Mill, ruisseau Prévost, rivière Blanche (Thetford Mines), rivière Bécancour ;
- côté sud : rivière Bécancour, ruisseau Grégoire, ruisseau Salaberry ;
- côté ouest : rivière Bécancour, Lac à la Truite, Étang Stater.

La rivière Bagot prend sa source dans la municipalité de Saint-Adrien-d'Irlande, sur le versant nord-ouest du Mont Saint-Adrien, à 3,0 km à l'est du centre du village de Saint-Adrien-d'Irlande, à 8,0 km au nord du centre du village de Black Lake (un arrondissement de la ville de Thetford Mines) et à 7,5 km à l'ouest du centre-ville de Thetford Mines.
À partir de sa zone de tête, la rivière Bagot coule sur 9,5 km répartis selon les segments suivants :
- 3,6 km vers le sud-ouest, jusqu'au pont du chemin du 7e rang ;
- 0,8 km vers le sud, jusqu'à la limite municipale entre Saint-Adrien-d'Irlande, Irlande ;
- 5,1 km vers le sud-ouest, en traversant sous le pont de la route 265, jusqu'à sa confluence.

La rivière Bagot se déverse sur la rive est de la rivière Bécancour. Cette confluence est située entre l'Étang Stater et le Lac à la Truite, au sud-est du village de Bernierville et au nord-ouest du hameau "Cranberry".

## Toponymie
Le toponyme Rivière Bagot a été officialisé le 6 octobre 1983 à la Commission de toponymie du Québec.